# Stelletta mortarium
Stelletta mortarium is een sponssoort in de taxonomische indeling van de gewone sponzen (Demospongiae).
De spons behoort tot het geslacht Stelletta en behoort tot de familie Ancorinidae. De wetenschappelijke naam van de soort werd voor het eerst geldig gepubliceerd in 2024 door Díaz & Cárdenas. 